# Factorización de curva elíptica de Lenstra
La factorización de curva elíptica de Lenstra o método de factorización de curva elíptica ( del inglés elliptic curve factorization method, ECM) es un rápido algoritmo de tiempo de ejecución sub-exponencial para la factorización de enteros que emplea curvas elípticas. Para una factorización de propósito general, ECM es el tercer método más rápido conocido de factorización. El segundo más rápido es la criba cuadrática de múltiples polinomios y el más rápido es la criba general del cuerpo de números. La factorización de curva elíptica de Lenstra es llamada así en honor a Hendrik Lenstra.
En la práctica, ECM es considerado un algoritmo de factorización de propósito especial así como el más adecuado para encontrar factores pequeños. A fecha de 2012, es todavía el mejor algoritmo para divisores que no superen los 20 a 25 dígitos decimales (64 a 83 bits respectivamente), así como su tiempo de ejecución está dominado por el tamaño del factor más pequeño p en lugar de por el tamaño del número n a ser factorizado. Frecuentemente, ECM se usa para eliminar factores pequeños de un entero muy grande con muchos factores; si el entero resultante todavía es compuesto, entonces solo tiene factores grandes y es factorizado mediante el uso de técnicas de propósito general. El factor más grande encontrado usando ECM cuenta con 75 dígitos y fue descubierto el 2 de agosto de 2012 por Samuel Wagstaff. Incrementando el número de curvas probadas se mejoran las posibilidades de encontrar un factor, pero no son lineales con el incremento en el número de dígitos. 